# Pesztersko
Pesztersko (bułg. Пещерско) – wieś w południowo-wschodniej Bułgarii, w obwodzie Burgas, w gminie Ajtos. Według danych Narodowego Instytutu Statystycznego, 31 grudnia 2011 roku wieś liczyła 729 mieszkańców.

## Infrastruktura społeczna
We wsi funkcjonuje dom kultury Cyryla i Metodego. W 2008 roku powstała szkoła podstawowa Oteca Paisija, a w 2012 roku powstało przedszkole.